# Mystrium leonie
Mystrium leonie (лат.) — вид муравьёв из подсемейства Amblyoponinae.

## Распространение
Встречается в индонезийской провинции, Папуа, расположенной в западной части Новой Гвинеи.

## Описание
Среднего размера муравьи с широкой субквадратной головой и длинными зазубренными челюстями, прикреплёнными у боковых краёв передней части клипеуса. На переднем крае наличника 8 зубцов. Основная окраска тела буровато-чёрная. Промеры рабочих муравьёв: длина головы (HL) — 2,26 мм, ширина головы (HW) — 2,45 мм, отношение ширины головы к её длине (HW/HL x 100 = CI) — 108, длина скапуса (SL) — 1,63 мм, индекс скапуса (отношение длины скапуса к ширине головы; SI) — 66, длина мандибул (ML) — 2,80 мм, длина груди (WL) — 2,50 мм. Максиллярные щупики состоят из 3 члеников, а нижнегубные из 3 сегментов. Матки и самцы неизвестны. Вид был впервые описан в 2007 году и назван в честь Leonie Geeltje Aimée Wiegel, дочери M. Verhaagh.

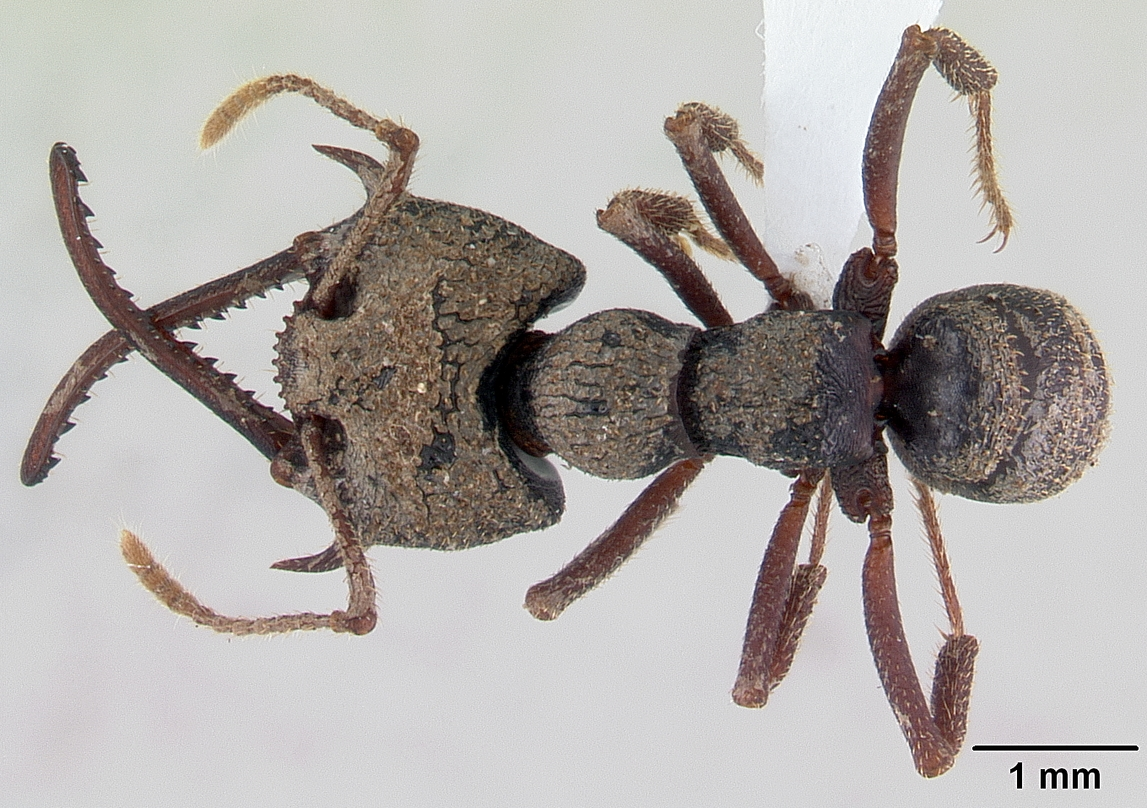
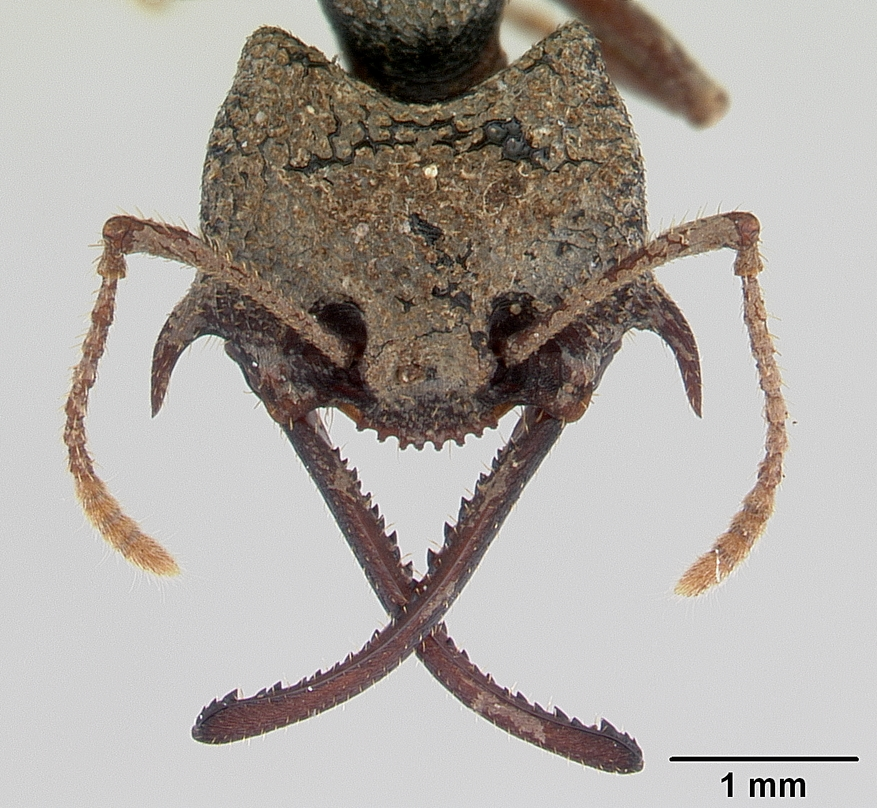
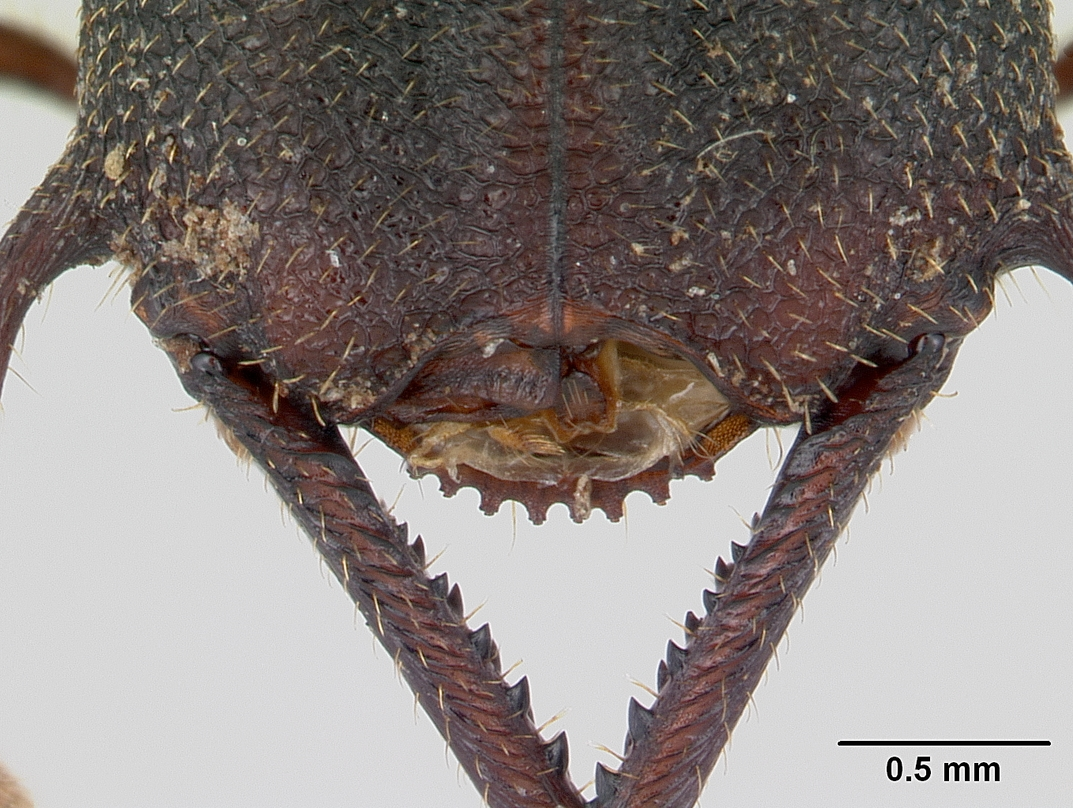
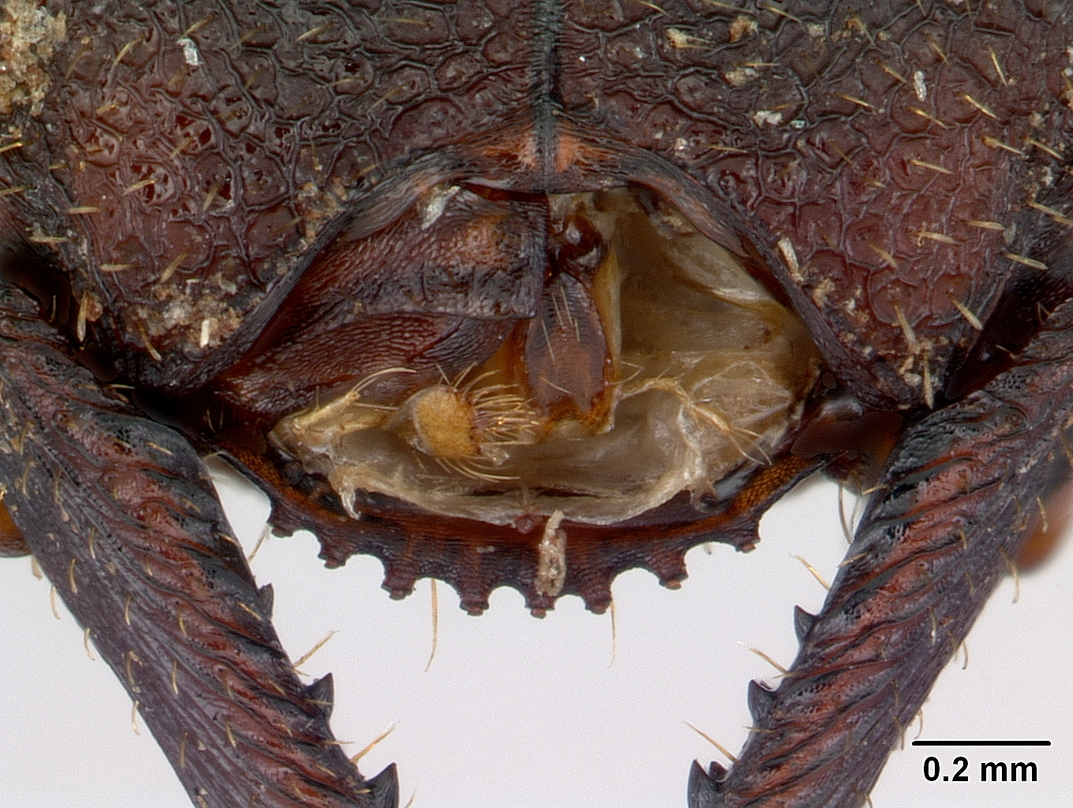